# Mugazo Planitia
Mugazo Planitia est une plaine située sur Vénus dans les quadrangles de Lada Terra et de Fredegonde. Elle a été nommée en référence à Mugazo, héroïne d'un conte vietnamien.